# Paul Allix
Paul Allix (* 1888 in Paris; † 1974) war ein französischer Organist und Komponist.

## Leben

### Ausbildung
Paul Allix wurde 1888 in Paris geboren und war von Geburt an blind. Er wurde in jungen Jahren Schüler des Nationalen Instituts für junge Blinde (Institut National des Jeunes Aveugles). In umfassender und systematischer musikalischer Bildung wurde dort die besondere Musik-Affinität gefördert, welche blinde Menschen entwickeln können. Er durchlief dort ein Musikstudium bei Adolphe Marty (Orgel und Komposition) und Maurice Blazy (Klavier).

### Wirken
Im Jahre 1909 nahm er die Stelle als Organist der Dreifaltigkeitsbasilika von Cherbourg (Basilique Sainte-Trinité de Cherbourg) an, wo er eine erfolgreiche Konzertreihe eröffnete, zu welcher er auch die nationalen Größen unter den französischen Organisten als Vortragende einlud.
Paul Allix komponierte zahlreiche Stücke für Klavier, religiöse Chormusik und einige Orgelwerke. Bekannt sind die Motette Cor Jesu (Herz Jesu) und eine Orgelsonate, welche die österliche Sequenz Victimae paschali laudes verwendet.